# Драгослав Кочовић
Драгослав Кочовић (Гошево, 3. фебруар 1954 — 13. јун 2020) био је српски доктор политичких наука и универзитетски професор.
Редовни је био професор на Факултету политичких наука Универзитета у Београду, ангажован на предмету Социјална политика. На Факултету политичких наука у Београду је дипломирао 1982. године, магистрирао 1988. и докторирао 1992. године.
Умро је 13. јуна 2020. године, у његовој 66. години живота.

## Радови

### Књиге
Најважније објављене књиге су:
- Социјална политика — прво издање, Београд, 2000.
- Социјална политика — друго издање, Београд, 2007.
- Развој социјалне политике Југославије — прво издање, 1997.
- Социјално осигурање, 2005.
- Религијска учења, ФПН, 2010.

### Спортска каријера
У сезони 1977/78. Драгослав се такмичио у првој карате лиги Југославије. Носилац је мајсторског звања у каратеу, црног појаса први дан. Добитник је награда за најкраћу борбу и најлепши ипон. Био је најбољи борац те сезоне у СР Србији. (Извор: Годишњак КСЈ за сезону 1977/78.)

### Радови на српској СЦИ листи
- Политичке, економске и социјалне последице окупације јужне српске покрајине Косова и Метохије - Српска политичка мисао, бр. 2, pp. 149-177, 2012.
- Социјалне вредности у филозофији Будизма - Годишњак Факултета политичких наука, вол. 6, бр. 7, pp. 167-183, 2012.
- Сунамизам у обнови и развоју села у Србији - Социјална мисао, вол. 19, бр. 1, pp. 121-139, 2012.
- Утицај религије на социјалну политику у Европској унији - Српска политичка мисао, бр. 3, pp. 267-288, 2011.
- Појединачна, породична и друштвена дисипација - Годишњак Факултета политичких наука, вол. 4, бр. 4, pp. 415-433, 2010.
- Социјалне вредности у филозофији хришћанства - Годишњак Факултета политичких наука, вол. 3, бр. 3, pp. 603-630, 2009.
- Вредности у социјалној политици и социјалном раду - Социјална мисао, вол. 16, бр. 4, pp. 31-56, 2009.
- Сиромаштво - светски проблем - Социјална мисао, вол. 15, бр. 4, pp. 29-40, 2008.
- Социјалне вредности исламске религије - Социјална мисао, вол. 15, бр. 3, pp. 101-118, 2008.
- Стари у систему социјалне политике - Здравствена заштита, вол. 37, бр. 1, pp. 15-21, 2008.
- Проф. др Дренка Вуковић, Социјална сигурност и социјална права, Савез друштава социјалних наука - Социјална политика и социјални рад, вол. 35, бр. 3-4, pp. 109-109, 1999.
- Снежана Пејановић: Вредносне основе социјалне политике - Социјална политика и социјални рад, вол. 34, бр. 3-4, pp. 31-31, 1998.
- Друштвени развој и социјално-политичке прилике у средњевековној Србији - Социјална политика и социјални рад, вол. 33, бр. 4, pp. 74-88, 1997.
- Проблеми социјалног рада као метода социјалне политике - Социјална политика и социјални рад, вол. 31, бр. 1, pp. 29-35, 1995.
- Социјална политика као филозофија живота - Социјална политика и социјални рад, вол. 31, бр. 2-3, pp. 9-23, 1995.
- Проф. др Душан Лакићевић: Социјална политика - Социјална политика и социјални рад, вол. 27, бр. 4-5, pp. 127-128, 1991.